# Diretório Central dos Estudantes da Universidade Federal do Paraná
O Diretório Central dos Estudantes da Universidade Federal do Paraná, também oficialmente conhecido como DCE-UFPR, é a entidade de representação estudantil do conjunto dos acadêmicos da Universidade Federal do Paraná. Foi fundado no ano de 1948 e re-fundado em 1979, em virtude do regime militar que se instaurou no Brasil em 1964.. Sua sede está situada próxima ao campus da Reitoria, e é carinhosamente chamada de "Palácio dos Estudantes". No prédio de seis andares o DCE desenvolvia o seu trabalho, suas reuniões, assim como atividades culturais de integração entre os estudantes de diferentes cursos da UFPR, no entanto, desde 2014 o prédio foi tomado pela Reitoria da Universidade e tem sido mantido fechado desde então. A eleição da diretoria é direta e o mandato tem duração de um ano.

## Ligações Externas
- DCE UFPR no Instagram